# La Brigade des cow-boys

La Brigade des cow-boys (Journey to Shiloh) est un western militaire américain réalisé par William Hale, sorti en 1968.

## Synopsis
Pendant la guerre de Sécession, sept jeunes cow-boys sudistes sont engagés dans un conflit dont ils ne comprennent pas le sens. En fait de combat pour la liberté, ils découvrent au contraire dans leur propre camp la laideur de l'institution esclavagiste : la pendaison de Noirs pour tentative d'évasion.

## Fiche technique
- Titre : La Brigade des cow-boys
- Titre original : Journey to Shiloh
- Réalisation : William Hale
- Scénario : Gene L. Coon d'après le livre de Heck Allen (en)
- Production : Howard Christie
- Musique : David Gates
- Photographie : Enzo A. Martinelli
- Montage : Edward W. Williams
- Pays d'origine : États-Unis
- Format : Couleurs - 2,35:1 - Mono
- Genre : Western
- Durée : 101 minutes
- Date de sortie :  
  - États-Unis : 10 mai 1968 (première à New York); 17 mai 1968 (national)
- Affiche : Constantin Belinsky (France)

## Distribution
- James Caan (VF : Marc Cassot) : Buck Burnett
- Michael Sarrazin (VF : Philippe Ogouz) : Miller Nalls
- Brenda Scott (en) (VF : Claude Chantal) : Gabrielle DuPrey
- Don Stroud : Todo McLean
- Paul Petersen (VF : Jean-Pierre Dorat) : J.C. Sutton
- Michael Burns (en) : Eubie Bell
- Jan-Michael Vincent (VF : Paul Bisciglia) : Little Bit Lucket
- Harrison Ford : Willie Bill Bearden
- John Doucette (VF : Robert Dalban) : Gen. Braxton Bragg
- Noah Beery Jr. (VF : Pierre Leproux) : Sgt. Mercer Barnes
- Tisha Sterling : Airybelle Sumner
- James Gammon (VF : Claude D'Yd) : Tellis Yeager
- Bing Russell (VF : Philippe Dumat) : Greybeard
- Rex Ingram : Jacob
- Clarke Gordon (VF : Georges Hubert) : Col. Mirabeau Cooney
- Wesley Lau (VF : Roger Rudel) : Col. Boykin
- Myron Healey : Shérif Briggs
- Charles Lampkin : Edward

## Commentaire
Ce film prend le contre-pied du western classique qui dans ses évocations de la Guerre de Sécession donnait curieusement raison au Sud contre le Nord, et taisait toujours la question de l'esclavage.
Mais l'auteur a également produit une parabole sur la guerre du Viet-nam comme il l'explique en novembre 1968 :
"J'ai voulu explorer le  parallèle avec une génération de jeunes américains qui mènent une guerre  au Viet-nam sans que personne ait pu leur donner d'explication valable".